# Championnats d'Europe de judo 1983
Navigation
Édition précédente Édition suivante
La 32e édition des championnats d'Europe de judo s'est déroulée du 12 au 15 mai 1983 à Paris, en France, pour les épreuves individuelles masculines. Pour ce qui est de la compétition par équipes, elle a été annulée, faute de participants. Les championnats d'Europe féminins, toujours dissociés de l’épreuve masculine, ont eu lieu à Gènes, en Italie, au mois de mai (voir article connexe).

## Résultats
| Épreuves             | Or                     | Argent                    | Bronze                                              |
| -------------------- | ---------------------- | ------------------------- | --------------------------------------------------- |
| - 60 kg super-légers | Khazret Tletseri (URS) | Andrzej Dziemianiuk (POL) | Peter Jupke (FRG) Klaus-Peter Stollberg (GDR)       |
| - 65 kg mi-légers    | Thierry Rey (FRA)      | Jaroslaw Kriz (TCH)       | Janusz Pawlowski (POL) Nikolay Solodukhin (URS)     |
| - 71 kg légers       | Richard Melillo (FRA)  | Ezio Gamba (ITA)          | Karl-Heinz Lehmann (GDR) Steffen Stranz (FRG)       |
| - 78 kg mi-moyens    | Neil Adams (GBR)       | Seppo Myllyla (FIN)       | Andrzej Sadej (POL) Shota Khabareli (URS)           |
| - 86 kg moyens       | Vitaly Pesnyak (URS)   | Peter Seisenbacher (AUT)  | Mario Vecchi (ITA) Detlef Ultsch (GDR)              |
| - 95 kg mi-lourds    | Valery Divisenko (URS) | Roger Vachon (FRA)        | Robert Van De Walle (BEL) Günter Neureuther (FRG)   |
| + 95 kg lourds       | Khabil Biktachev (URS) | Dimitar Zapryanov (BUL)   | Alexander Von der Groeben (FRG) Angelo Parisi (FRA) |
| Toutes catégories    | Angelo Parisi (FRA)    | Robert Van De Walle (BEL) | Juha Salonen (FIN) Grigory Verichev (URS)           |

## Tableau des médailles
| Rang | Nation               | Or | Argent | Bronze | Total |
| ---- | -------------------- | -- | ------ | ------ | ----- |
| 1    | Union soviétique     | 4  | 0      | 3      | 7     |
| 2    | France               | 3  | 1      | 1      | 5     |
| 3    | Royaume-Uni          | 1  | 0      | 0      | 1     |
| 4    | Pologne              | 0  | 1      | 2      | 3     |
| 5    | Italie               | 0  | 1      | 1      | 2     |
| 5    | Belgique             | 0  | 1      | 1      | 2     |
| 5    | Finlande             | 0  | 1      | 1      | 2     |
| 8    | Tchécoslovaquie      | 0  | 1      | 0      | 1     |
| 8    | Bulgarie             | 0  | 1      | 0      | 1     |
| 8    | Autriche             | 0  | 1      | 0      | 1     |
| 11   | Allemagne de l'Ouest | 0  | 0      | 4      | 4     |
| 12   | Allemagne de l'Est   | 0  | 0      | 3      | 3     |
|      |                      | 8  | 8      | 16     | 32    |

## Sources
- Podiums complets sur le site JudoInside.com.

- Podiums complets sur le site alljudo.net.

- Podiums complets sur le site Les-Sports.info.